# 維塔利·弗里德佐恩
維塔利·瓦列里耶维奇·弗里德佐恩（俄语：Виталий Валерьевич Фридзон，1985年10月14日—），俄羅斯籃球運動員。他現在效力於VTB籃球聯賽球隊莫斯科中央陸軍籃球俱樂部。他也代表俄羅斯國家籃球隊參賽。